# The Day Before
The Day Before – wieloosobowa gra komputerowa z gatunku survival horror, stworzona przez rosyjskie studio Fntastic, wydana we wczesnym dostępie 7 grudnia 2023 roku na platformie Microsoft Windows.
Długi rozwój gry wzbudził wątpliwość u konsumentów wobec tego, czy gra rzeczywiście istnieje, a przed opublikowaniem wczesnego dostępu pojawiły się oskarżenia o oszustwo i plagiat oraz problemy prawne związane z zastrzeżoną nazwą. Po publikacji wczesnego dostępu studio Fntastic zostało ostro skrytykowane za wprowadzenie konsumentów w błąd poprzez przedstawienie fałszywego obrazu tego, jak gra ma wyglądać, w wyniku czego The Day Before nazwano oszustwem roku 2023. Przedmiotem krytyki były też problemy techniczne oraz brak kreatywności. Cztery dni po premierze gra została wycofana ze sprzedaży, a serwery ostatecznie zamknięto 22 stycznia 2024 roku, uniemożliwiając uruchomienie gry.

## Rozgrywka
Akcja gry osadzona została w postapokaliptycznym świecie spustoszonym przez tajemniczą pandemię, która zmieniła większość ludzi w zombie doprowadzając do upadku ludzkości. Ci, którzy przetrwali, żyją w koloniach i konkurują między sobą o zasoby i podstawowe dobra w celu przetrwania w trudnej rzeczywistości. Miejscem akcji gry było fikcyjne miasto New Fortune City zlokalizowane na wschodnim wybrzeżu Stanów Zjednoczonych, w którym postać gracza budziła się jako jeden z ocalałych, a jej celem było znalezienie odpowiedzi na pytania dotyczące stanu świata oraz pomoc w odbudowie miasta.
Gracz obserwował świat gry z perspektywy trzeciej osoby, mając do dyspozycji broń palną i ekwipunek, do którego mógł chować rzeczy znajdowane na mapie eksplorując opustoszałe okolice New Fortune City. Gracz miał również możliwość budowy własnego domu, zapewniając swojej postaci bezpieczeństwo, zmiany ubrania oraz handlowania z postaciami NPC.

## Rozwój
Prace nad grą ruszyły w 2018 roku, jednak publiczne ogłoszenie na temat powstawania gry nastąpiło 27 stycznia 2021 roku. Podczas IGN Fan Fest 2021, który odbył się w dniach 26–27 lutego 2021 roku, twórcy gry opublikowali fragmenty rozgrywki. 5 stycznia 2022 roku opublikowano pierwszy zwiastun gry z włączonym śledzeniem promieni i technologią Nvidia DLSS. 5 maja 2022 roku studio Fntastic poinformowało, że w związku z przeniesieniem gry na Unreal Engine 5, gra ukaże się 1 marca 2023 roku. 1 listopada 2023 roku na oficjalnym kanale studia Fntastic opublikowano ostateczny zwiastun gry. Finalną datę premiery wczesnego dostępu przesunięto na 7 grudnia 2023 roku.

## Odbiór gry
Po publikacji wczesnego dostępu gra otrzymała przytłaczająco negatywne recenzje ze strony krytyków, jak i graczy. Krytyka objęła kiepską rozgrywkę, słabą sztuczną inteligencję zombie czy ich małą liczbę respawnu pojawiającą się w liczbie jeden lub dwa na całą misję, dialogi brzmiące jakby zostały wygenerowane przez sztuczną inteligencję, miernej jakości animacje, problematyczne sterowanie samochodami wraz z ich wysokim kosztem za wirtualną walutę oraz fatalną stabilność techniczną obejmującą sporą liczbę błędów, takich jak wypadanie poza mapę po uruchomieniu gry, teleportowanie gracza w ścianie, przeciążenia serwerów, brak tekstur, spadek liczby klatek na sekundę, częste crashowanie gry do pulpitu czy deformujące się postacie.
Krytyce poddana została również kiepsko zaprojektowana mapa oraz ograniczona liczba funkcji, takich jak brak walki wręcz z użyciem pięści lub broni białej czy brak czatu głosowego. Oprócz tego negatywne opinie zebrała zawyżona cena produktu, która w chwili możliwości zakupu wynosiła 185 zł. Zwracano także uwagę na zniknięcie postapokaliptycznego klimatu w związku z pójściem w trendy najnowszych gier komputerowych.

### Krytyka wolontariatu
Do prac nad grą studio Fntastic zatrudniało tak zwanych wolontariuszy – osoby, które zgodnie z polityką firmy pomagały przy pracach nad grą bez stałego wynagrodzenia. Żaden z wolontariuszy nie otrzymywał wypłaty za nadgodziny czy przepracowane miesiące nad grą, jednak za niewywiązanie się z umowy wolontariusz mógł zostać obciążony karą finansową w wysokości 1930 dolarów (ponad 7400 zł). Tak zwani wolontariusze pochodzili z krajów byłego ZSRR.
Panujący chaos podczas produkcji oraz brak informacji spowodował, że na oficjalnym kanale gry na Discord jeden z moderatorów wątpił w istnienie gry.

### Plagiaty na zwiastunach
Przed premierą gry studio Fntastic zostało oskarżone o plagiatowanie zwiastunów gry wykorzystując podobne ujęcia ze zwiastunów i grafiki z innych gier takich jak Call of Duty: Black Ops Cold War, Cyberpunk 2077, Red Dead Redemption 2, Tom Clancy’s The Division, czy The Last of Us. Plakat gry był wręcz podobny pod względem czcionki oraz użytych kolorów, stąd przed premierą grę porównywano do The Last of Us.

### Problemy z prawami autorskimi
25 stycznia 2023 roku gra The Day Before została usunięta ze Steama przez Valve, w związku z naruszeniem praw autorskich do nazwy The Day Before, która została zastrzeżona przez Lee Sun-jae do nazwy południowokoreańskiej aplikacji kalendarzowej, w związku z czym przesunięto premierę na 10 listopada 2023 roku.

## Wyłączenie serwerów
11 grudnia 2023 roku studio Fntastic ogłosiło upadłość, w związku z czym zaprzestano wsparcia dla gry pozostawiając ją we wczesnym dostępie. Następnego dnia gra została wycofana ze sprzedaży w serwisie Steam, jednak gracze, którzy zakupili ją wcześniej mieli możliwość prowadzenia rozgrywki. Przyczyną zamknięcia miał być brak funduszy w związku z komercyjną porażką The Day Before, a wszelki dotychczas zysk miał posłużyć na spłatę długów, jednakże prawdopodobnie pieniądze zarobione od inwestorów mogły zostać zdefraudowane. Po ogłoszeniu bankructwa twórcy zaczęli usuwać większość wcześniejszych wpisów w sieci na temat gry The Day Before, w tym zapowiedzi jako gry w formie MMO.
Wydawca gry Mytona w grudniu zapowiedział wyłączenie serwerów gry, co zgodnie z zapowiedzią nastąpiło 22 stycznia 2024 roku.